# گلوزان‌بینه
گلوزان‌بینه (به لاتین: Gülüzanbinə یا Gülüzənbinə) یک منطقه مسکونی در جمهوری آذربایجان است که در شهرستان بالاکن واقع شده است.